# مسلة النصر لنارام سين
تعود مسلة النصر لنارام سين إلى زمن الإمبراطورية الأكدية وهو مايقارب 2254-2218 قبل الميلاد، وتتواجد حالياً في معرض اللوفر في باريس. يبلغ راتفاعها ستة أقدام، وتم نحتها في حجر جيري وردي. وهي تمثل ملك الاكاد نارام سين قائداً للجيش الأكادي منتصراً على الجيش اللولوبي، وهم شعب قروي من جبال زاغروس. تروي قصة الملك وهو يعبر المنحدرات الشديدة إلى أراضي العدو؛ على اليسار تتواجد القوات الإمبريالية المنظمة التي تحافظ على رتبتها أثناء السير فوق المدافعين الفوضويين الذين ينكسرون ويهزمون. يظهر نارام سين كالبطل شاهقاً بوجه عدوه وقواته لافتاً الأنظار. تظهر القوى المعارضة الضعيفة والفوضوية وهي تُلقى من فوق سفح الجبل، تخرقها الرماح، تهرب وتتوسل نارام سين بأن يرحمهم، على الرغم أن نارام سين نفسه قد داسها تحت أقدامها. من المفترض أن ينقل هذا طبيعتهم الهمجية وغير المتحضرة تبريراً للفتح.
تُعدّ المسلة فريدة من نوعها. تظهر معظم صور الغزو أفقيًا مع تمركز الملك في الجزء العلوي منها. تمثّل هذه المسلة الانتصار بشكل قطري، مع بقاء الملك في الجزء العلوي ولكن يمكن لأي شخص آخر أن يراه. الجانب الفريد الثاني للقطعة هو أن نارام سين يظهر مرتدياً خوذة نُحت عليها قرن الثور وتظهر كوجه أسد. كانت الخوذ من هذا النوع في ذلك الوقت الذي تم فيه طلب المسلة تُلبس فقط من قبل الآلهة. تخبر هذه المسلة في جوهرها المشاهد أن نارام سين هو غازٍ منتصر نتيجة لمكانته الإلهية. لكنه يظهر فيها أيضًا أن نارام سين يحدق نحو نجمين. وهذا يدل على أنه على الرغم من أن نارام سين هو إله، إلا أن إنجازاً كهذا لا يتحقق إلا من قبل الملوك المتوفين، أي أنه لا يعدّ أقوى الآلهة.

## إعادة اكتشاف
على الرغم أن المسلة عُثر عليها في الأرض الإيرانية سوسة، إلا أنه يُعتقد أن أصلها من سيبار. تم الاستيلاء عليها من بلاد مابين النهرين من قبل الملك العيلامي شوتروك ناخونته في القرن الثاني عشر قبل الميلاد. ينحدر الملك شوتروك ناخونته إلى سلالة الشعب اللولوبي، والذين احتفلت المسلة بذكرى هزيمتهم. كما ادعى أنه حمَل المسلة هناك بنفسه. إشارة إلى احترام انتصار نارام سين، تم الاحتفاظ بالنقش القديم. ومع ذلك، فقد أضاف نقشًا يعلن مجده ويخبر كيف تم الاستيلاء على المسلة من المدينة بعد نهب مدينة سيبار. في عام 1898، قام عالم الآثار الفرنسي جاك دي مورغان بالتنقيب عن المسلة وتم نقلها إلى متحف اللوفر في باريس حيث أنها لا تزال قائمة حتى يومنا هذا.

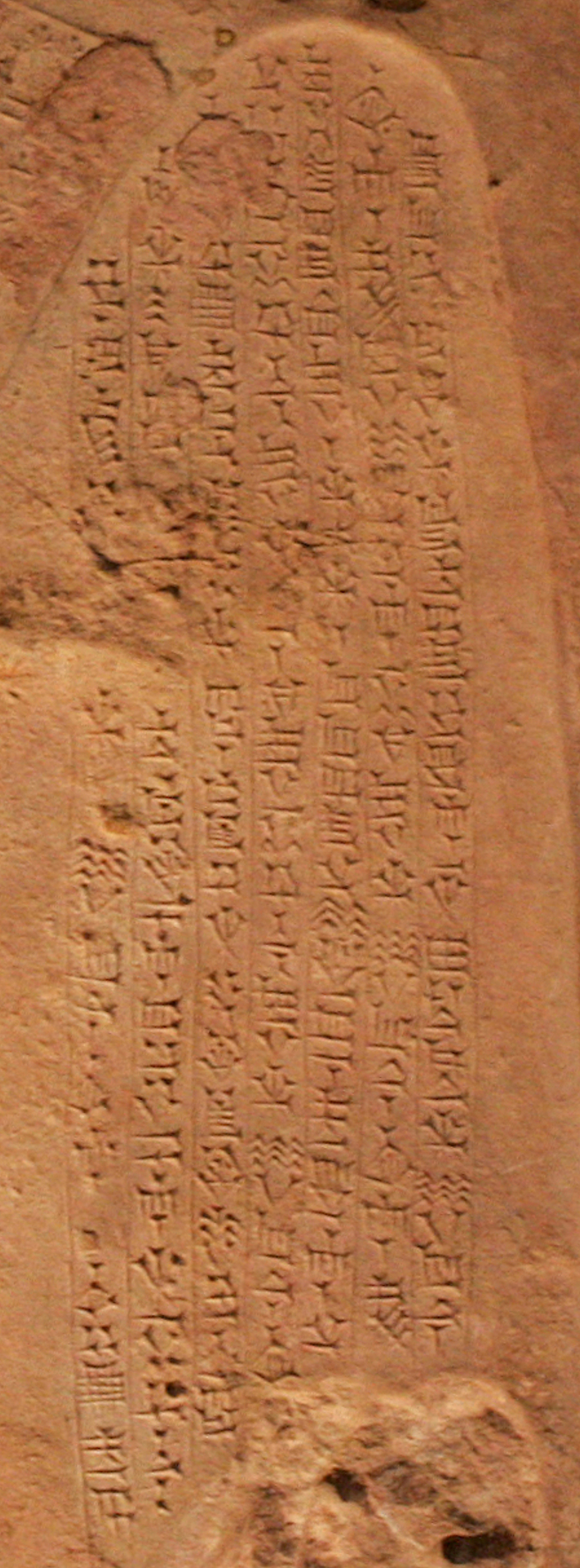
لوحة نارام سين، نقش شوتروك ناحونتي في اللغة العيلامية

## النقوش
كُتب النقوش المُجزّأة التي على رأس الملك نارام سين باللغة الاكادية، تقول:
"الجبار نارام سين، سيدور وستوني، أمراء لولوبي، اتّحدوا معاً وأعلنوا الحرب ضدنا."
-نقش أكادي على نارام سين.
النقش الثاني إلى اليمين فوق مخروط جبلي، في العيلامية وقد كتب بعد حوالي 1000 سنة من قبل شوتروك ناخونته الذي استولى على المسلة وأحضرها معه إلى عيلام:
"انا شاتروك ناخونته ابن هالوتوش انشوشيناك، الخادم المحب للرب انشونشيناك ملك الانشان والسوس، الموسع للمملكة، الراعي لأراضي عِلام وأميرها. عندما أمرني الرب انشوشيناك، هزمت سيبار. استوليت على مسلة نارام سين وأحضرتها إلى أراضي عِلام. وإلى انشوشيناك، ربي، أُقدّمها قرباناً."
-نقش عيلامي لشاتروك ناخونته على مسلة نارام سين.

## سرد
يظهر نارام سين بالمسلة على هيئة الرب. يرتدي نارام سين بالمسلة خوذته ذات القرن مستعرضاً نفوذه التي يدّعي أنها من سمات بالآلهة. مدعوماً بقواته، ومُهيباً لأعداءه المهزومين.مغطياً وجهه بالاسد والثور رمزاً لقوته. موصوفاً بأنه لايرحم. عارضاً في أعلى اليمين أحد المهزومين وهو يتوسل لحياته. وهذا مايعتبره البعض منطقياً نتيجة لاستعراض مشيه على جثة من جثث اللولوبيين بعد ركله لجثة أخرى من على ضفة الجبل. وقد طعن آخر في عنقه برمح، وضلّ ممسكاً بسهم استعداداً للضحية الأخرى. يظهر التناقض بين الجيشين بأن الجيش اللولوبي يعدّ جيشاً فوضوياً مهزوماً من قبل الجيش الاكادي المنظم.

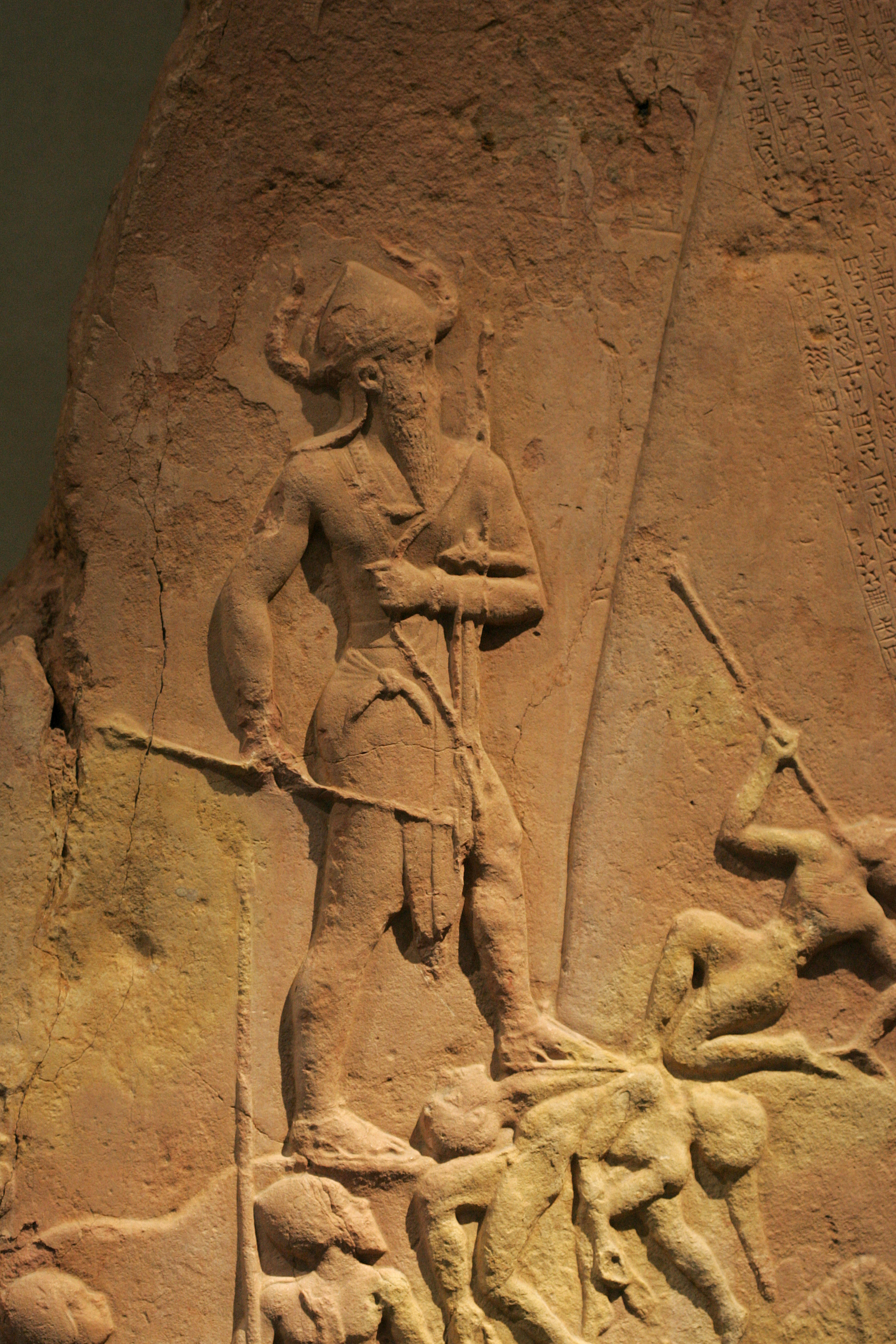
الملك نارام سين يقف فوق جثث لولوبيان (تفصيل).

تم تصوير شجرة محلية بين مجموعتين من الجنود، أولاً لتحديد مكان المعركة تحديداً دقيقاً، وللمساعدة في استنباط المسلة.
زحف الجيش اللولوبي بتذلل أمام الفاتح الذي دمرهم بلا رحمة. تم تصويرهم على أنهم مجموعة محطمة تفتقر إلى الانضباط، تنقل طبيعتها غير المتحضرة والقروية، والتي بدورها بررت الغزو. كان يُنظر إليهم على أنهم غير متحضرين وقرويين، ويستحق الأكاديون الذين هم الأقوى حكمهم. وهي موجودة أيضًا لبث الرعب في قلوب أي متمردين يرغبون في تحدي حكم الملك. وهذا يدل على قلة رحمته وأن أي مقاومة لا طائل منها.

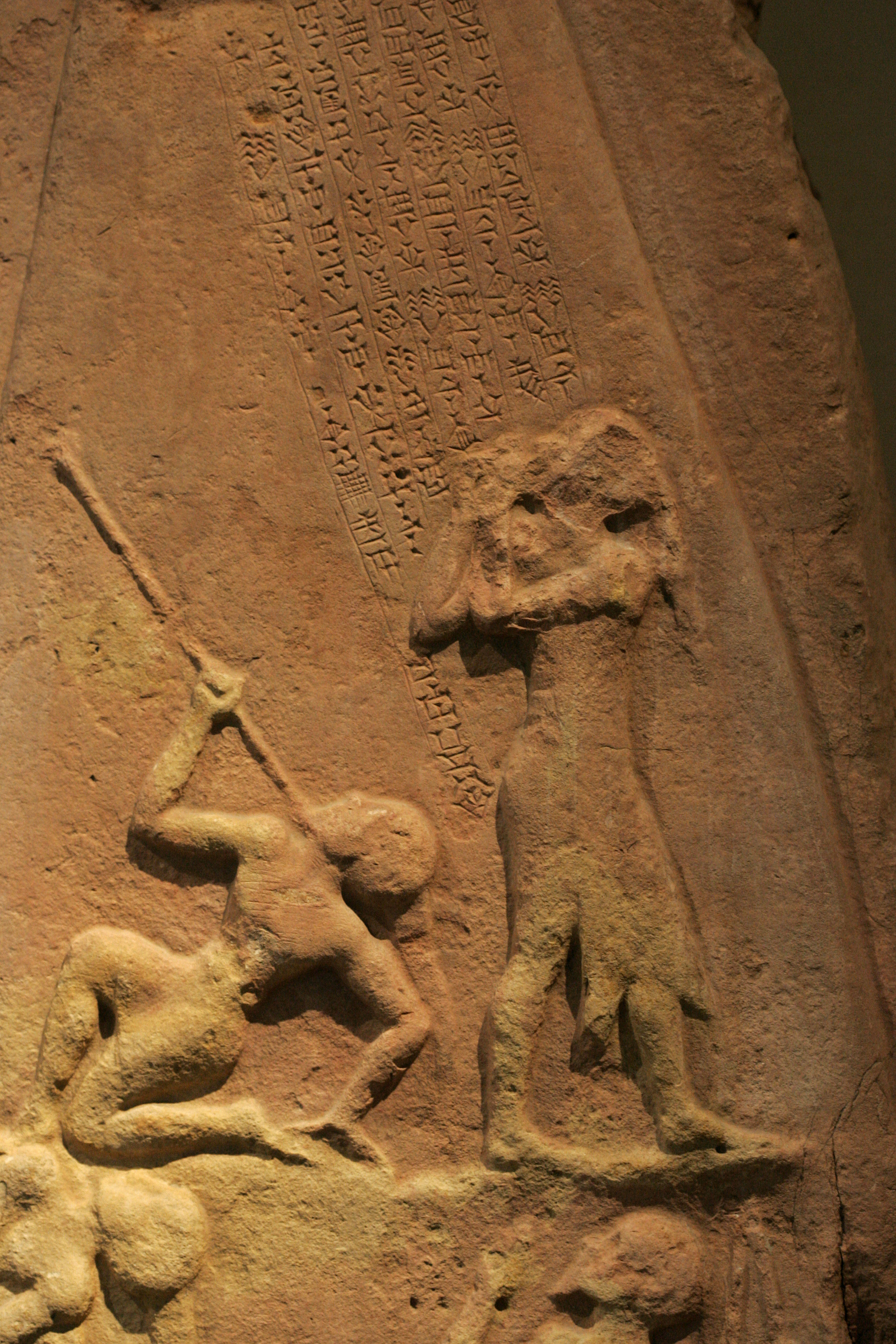
يظهر ملك اللولوبي ساتوني واقفا إلى اليمين ، يتوسل الملك الأكادي لتجنيبه (التفاصيل). يظهر ضحايا لولوبي عادة بلحى مدببة وشعر طويل مضفر.

يعتبر الاكاديون في ذلك الوقت أي شخص يرتدي خوذة بقرن أنه إله. يرتدي نارام سين هنا مثل هذه الخوذة ويظهر للمشاهد أن نارام سين هو في الواقع ملك إلهي. تمثلت الألوهية أيضًا في النجوم الثلاثة للشمس فوق قمة الجبل. على الرغم من وجود ثلاثة نجوم بالفعل، إلا أنه لا يمكن رؤية سوى نجمتين نظرًا لحقيقة تلف المسلة في مرحلة ما، مما أدى إلى اختفاء النجم الثالث بشكل كلّي. تتكون نجوم الشمس من سلسلة من ثماني نقاط لها ألسنة لهب تشع بين النقاط. ويقصد بهذه الصور تمثيل الإله الآشوري شمش، الذي كان يراقب المعركة بين شعب الأكاديين واللولوبي.
العمق المنخفض، النموذجي للنقوش المماثلة، غير معتاد في التكوين القطري (قارن المشاهد على مستوى أور). ربما كان هذا لخلق تكوين أكثر إثارة، أو ربما للسماح لكل شخص مصوّر في المشهد برؤية عن نارام سين. تظهر خوذة نارام ذات القرون وحجمها الكبير أنه قوي وإلهي. ربما نظرًا لقدرته الإلهية والقدسية، كان من الممكن أن تكون الشمس هي الإله الذي يمنحه قوته.

كُتِب النص المتواجد تحت الشمس بالخط المسماري الأكادي ويصور نهوض الأكاديين فوق اللولوبيين. يقود نارام سين جيشه لتدمير ماتبقى من اللولوبيين استعراضاً مدى قوة الاكاديين ونارام سين الحقيقية. ظنّ نارام سين نفسه إلهيّ، وهو مايفسّر تصويره بهذه الصورة. بدلاً من ذلك، تصور المسلة حملة على كيليكيا؛ أقوى دليل على ذلك هو شكل الغنائم -وهو وعاء معدني - يحمله أحد جنود نارام سين. السفينة غريبة تمامًا عن بلاد ما بين النهرين، وتشبه إلى حد بعيد الحرف اليدوية الأناضولية من تروي وكيليكيا. تم إنتاج هذه الأواني - الخزفية أو المعدنية - خلال الفترة البرونزية المبكرة الثالثة، أي في وقت قريب من حكم نارام سين.

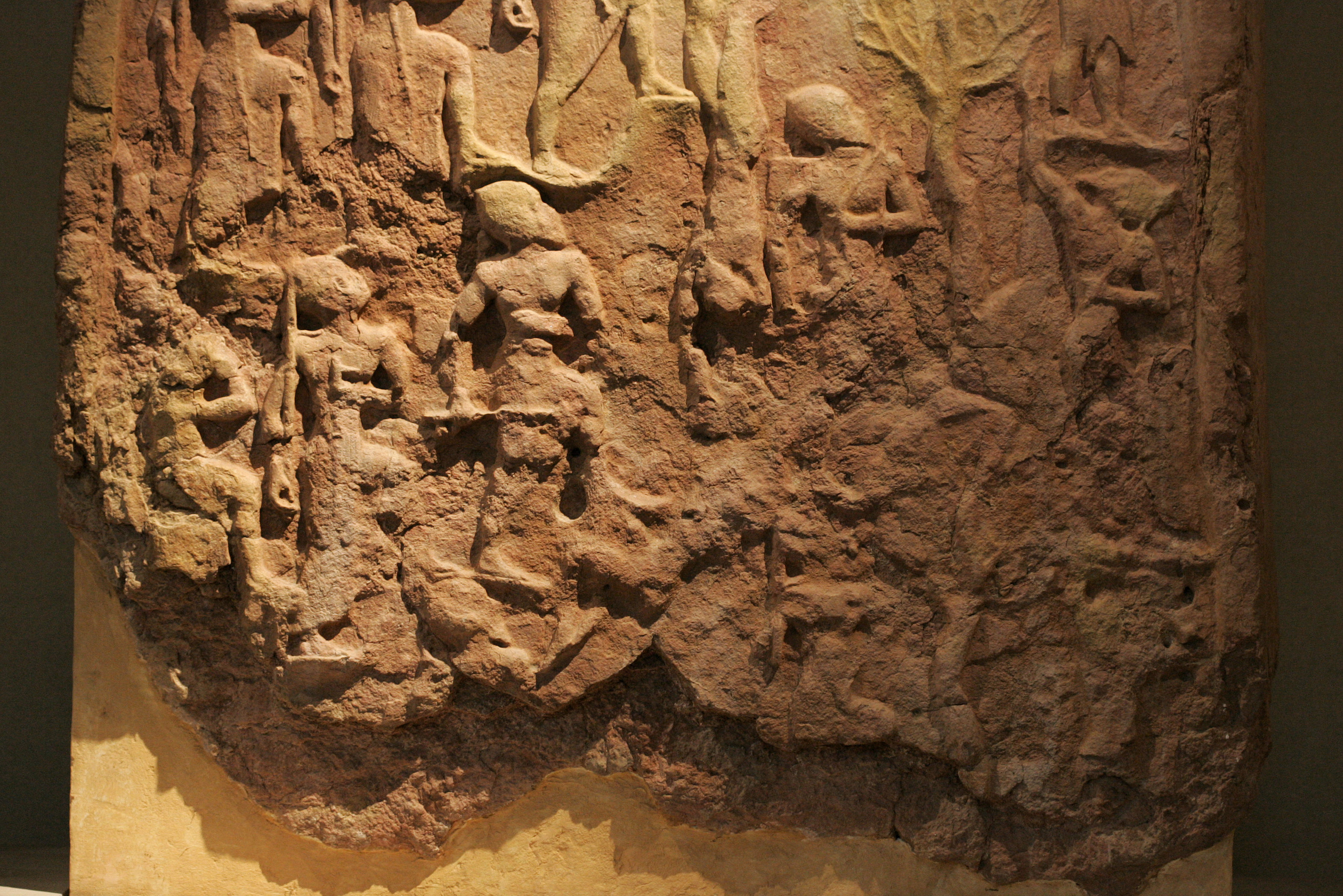
القسم السفلي.
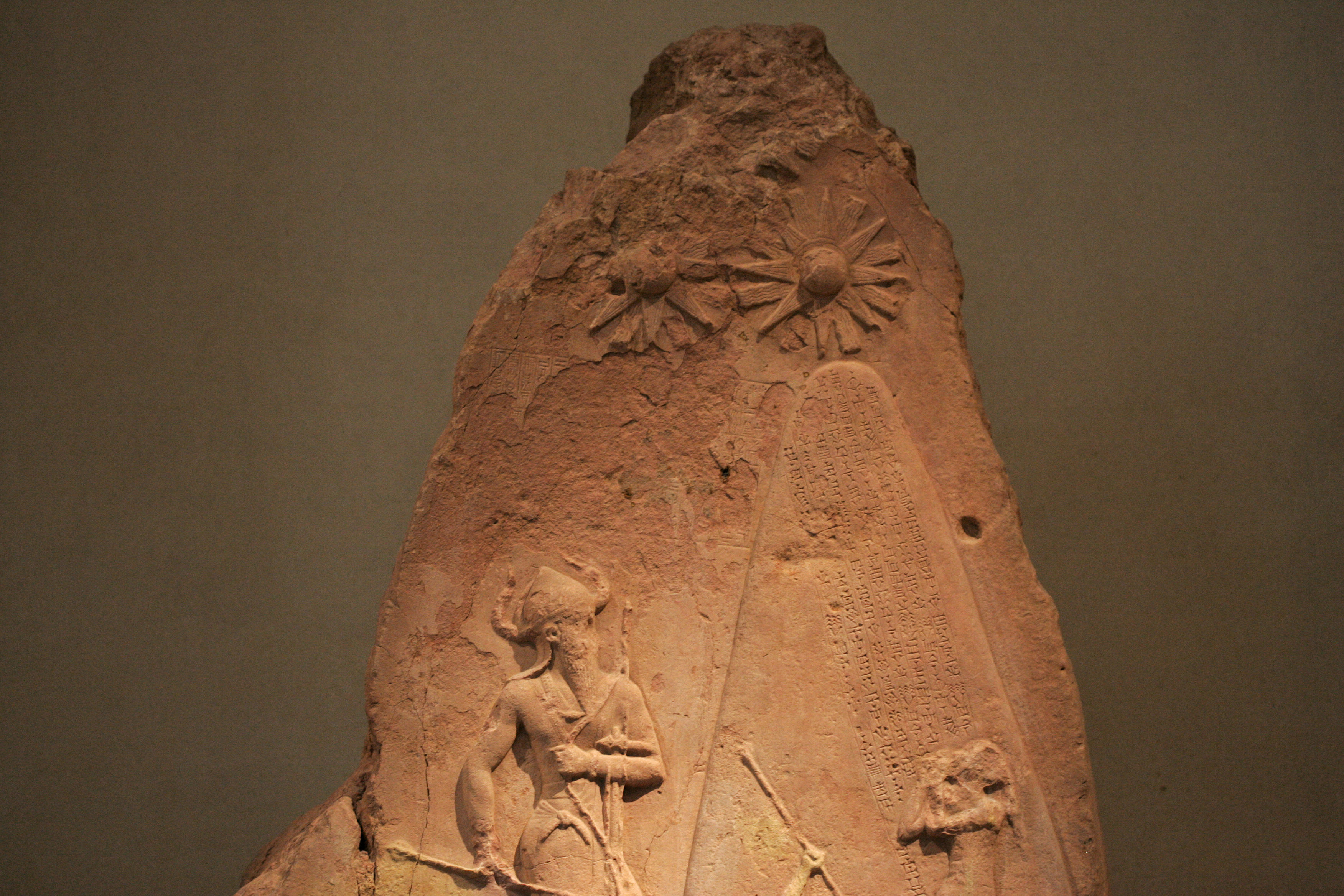
النجوم
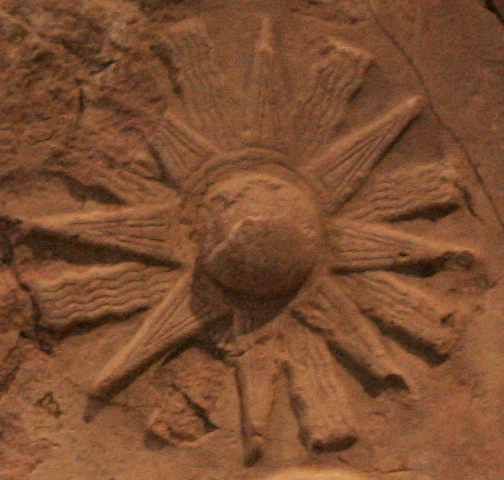
نجمة
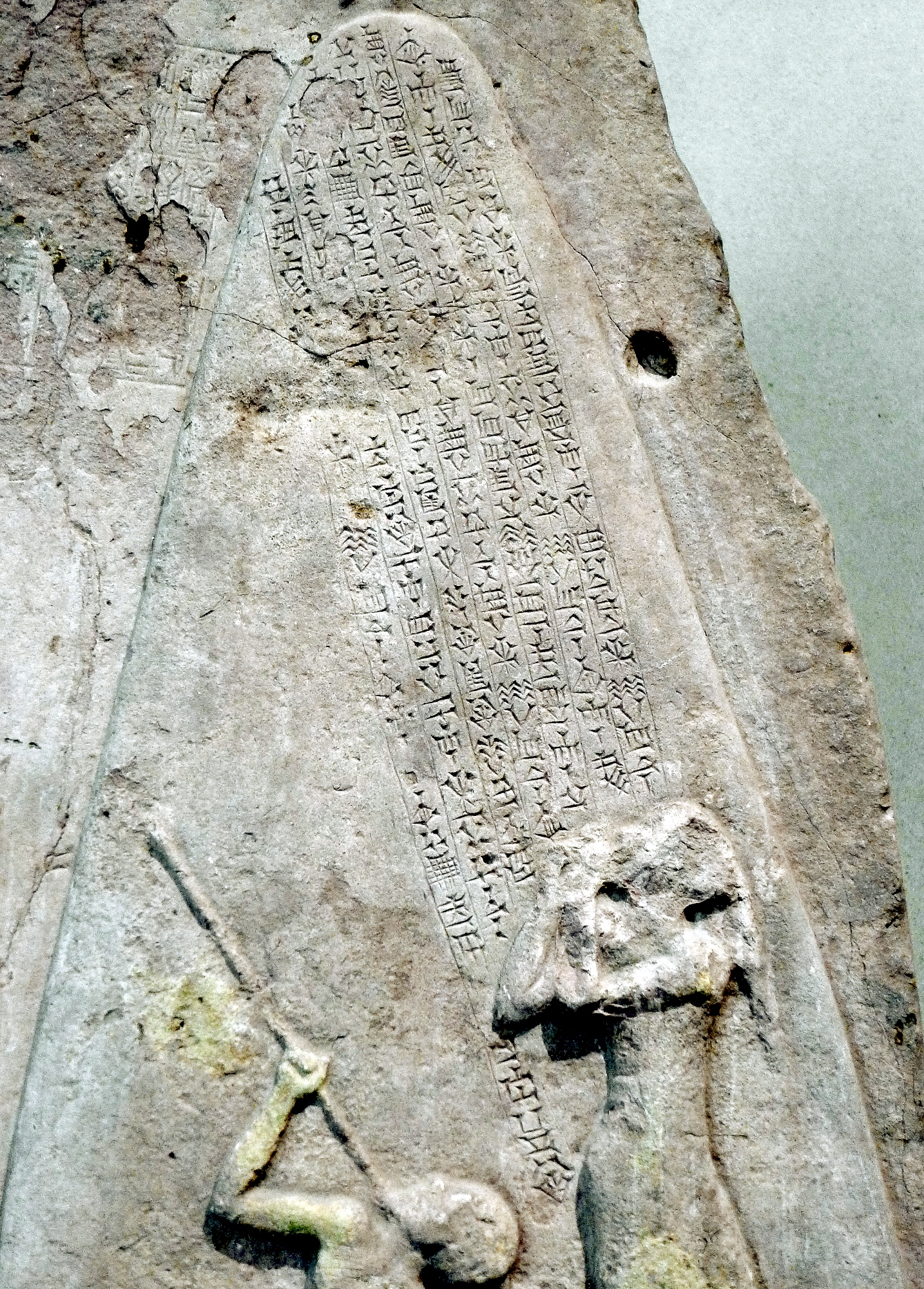
نقش شوتروك ناخونت ، القرن الثاني عشر قبل الميلاد

## الملاحظات
- بيير أميت، L'art d'Agadé au Musée du Louvre ، Paris ، Éditions des Musées nationalaux ، 1976، p. 29-32
- بيير أميت: Altakkadische Flachbildkunst ، in Propyläen Kunstgeschichte XVIII ، p. 196-197 تاف. 104.
- Agnès Benoit: Agnès Benoit، Art et archéologie : Les الحضارات du Proche-Orient Ancien ، باريس، Réunion des Musées Nationaux ، مدرسة اللوفر، كول. مانويلز دي ليكول دو اللوفر ، 2007، ص. 260-261
- إيرين وينتر، عن الفن في الشرق الأدنى القديم: المجلد الثاني من الألفية الثالثة قبل الميلاد، Leyden & Boston ، Brill ، coll. ثقافة وتاريخ الشرق الأدنى القديم ، 2010، ص. 85-149